# Stanley (Idaho)
Stanley è una city della contea di Custer, nello Stato dell'Idaho.